# Stratus fractus
Stratus fractus of fractostratus is een wolkensoort en is onderdeel van een internationaal systeem om wolken te classificeren naar eigenschap volgens de internationale wolkenclassificatie. Stratus fractus komt van het geslacht stratus, met als betekenis gelaagd en de term fractus komt van gebroken. Het is een wolkensoort uit de familie van de lage wolken.

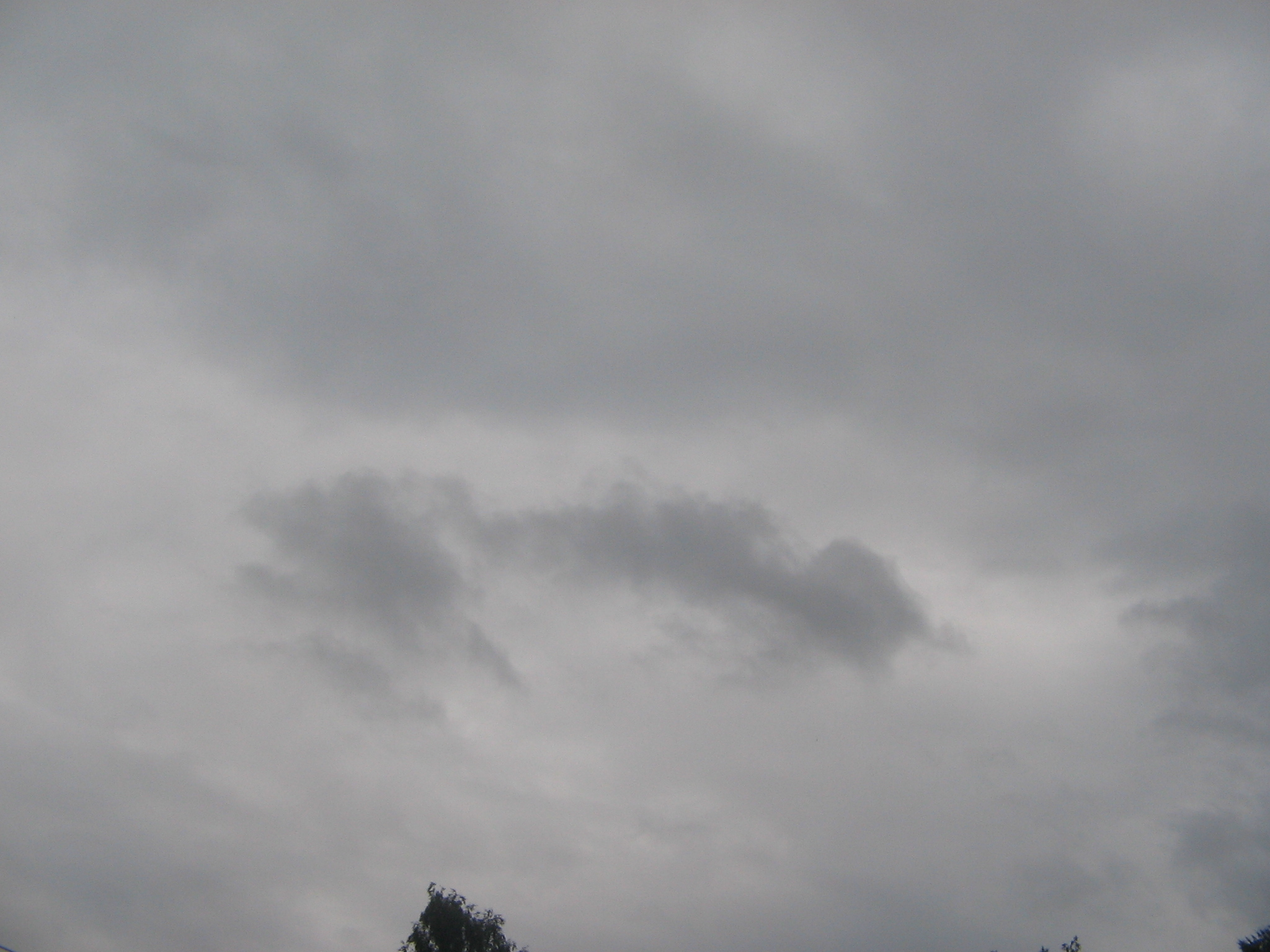
Stratus fractus op de voorgrond